# Raffelbergpark

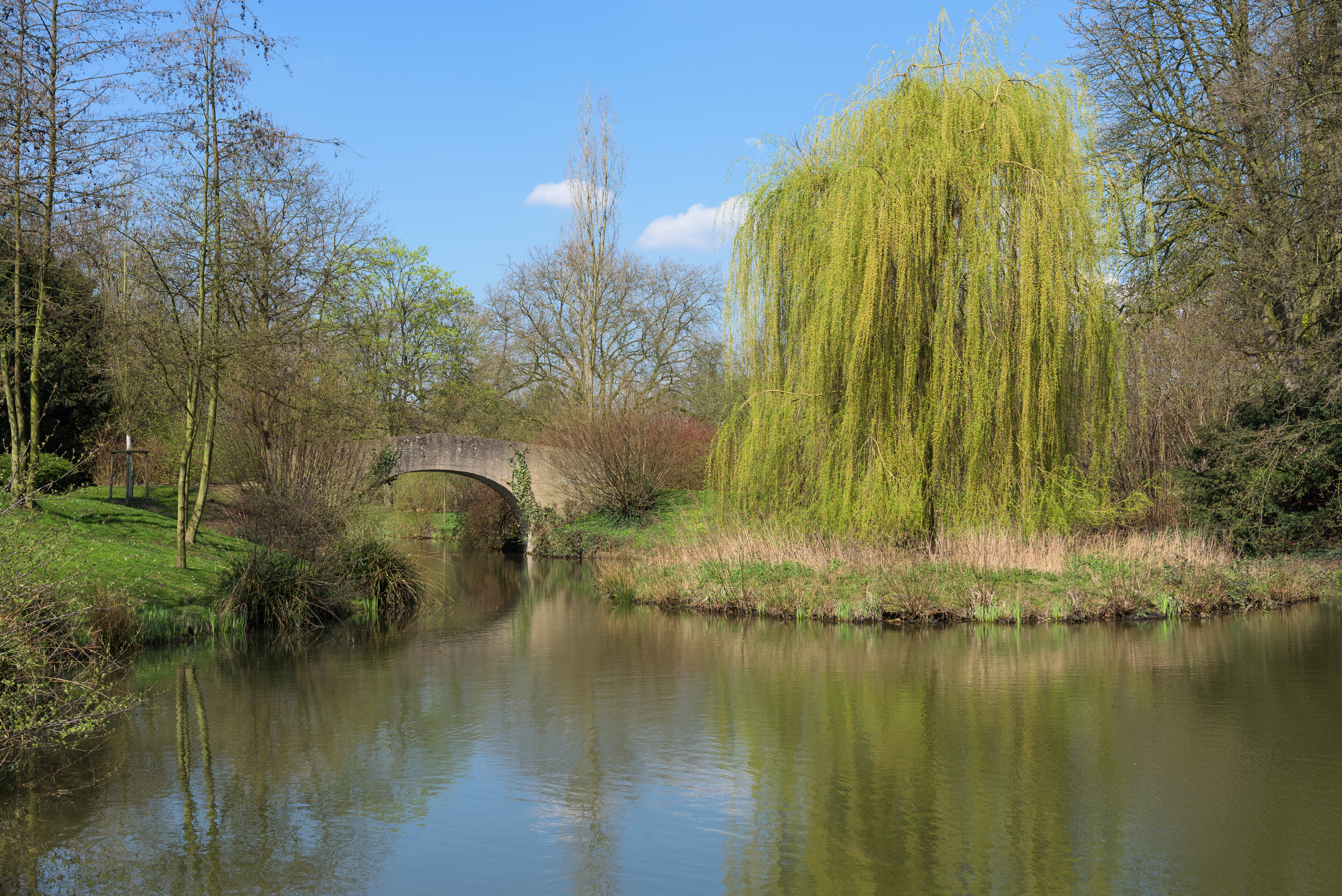
Teich mit kleiner Brücke (2016)

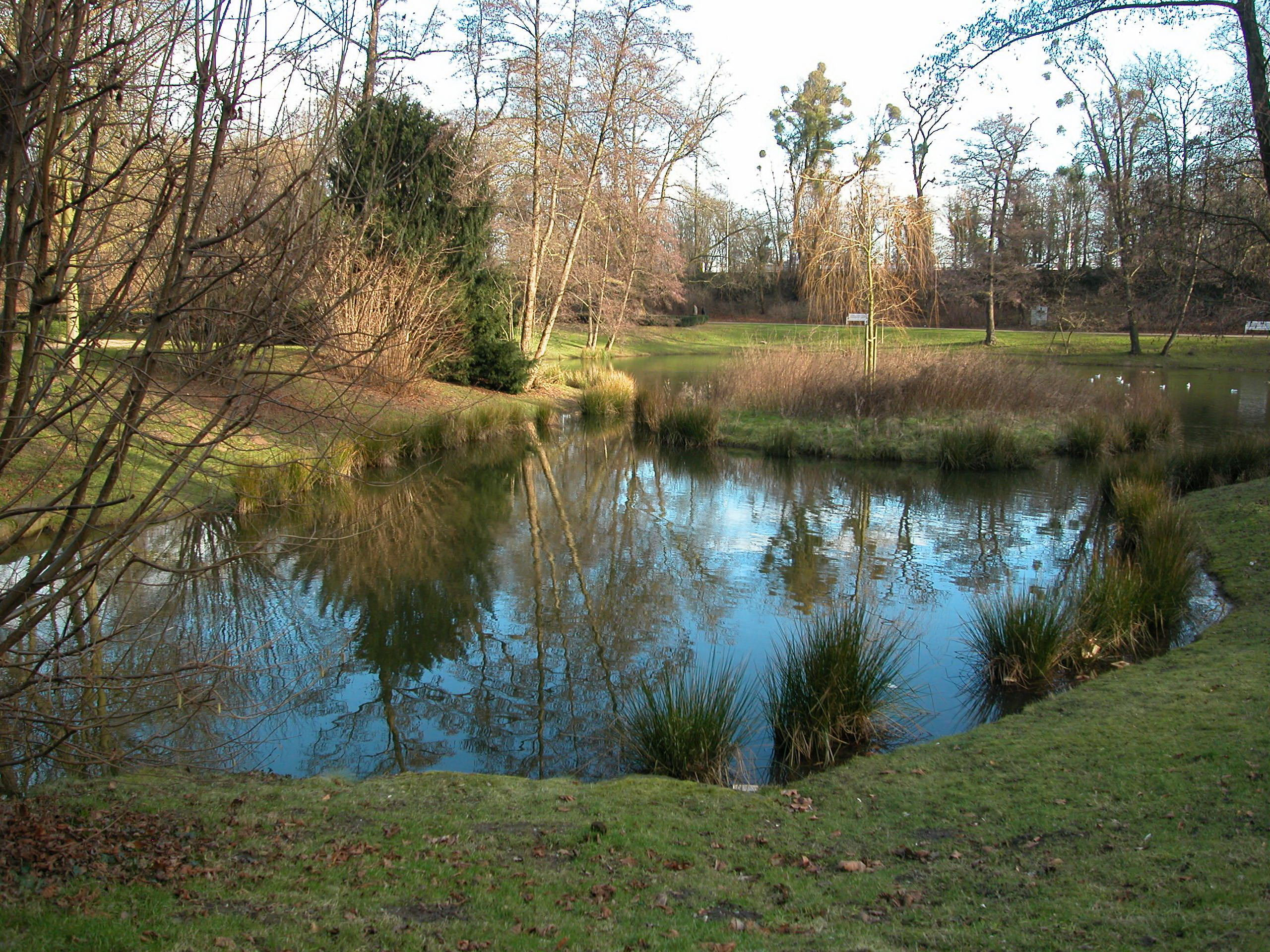
Teich (2008)

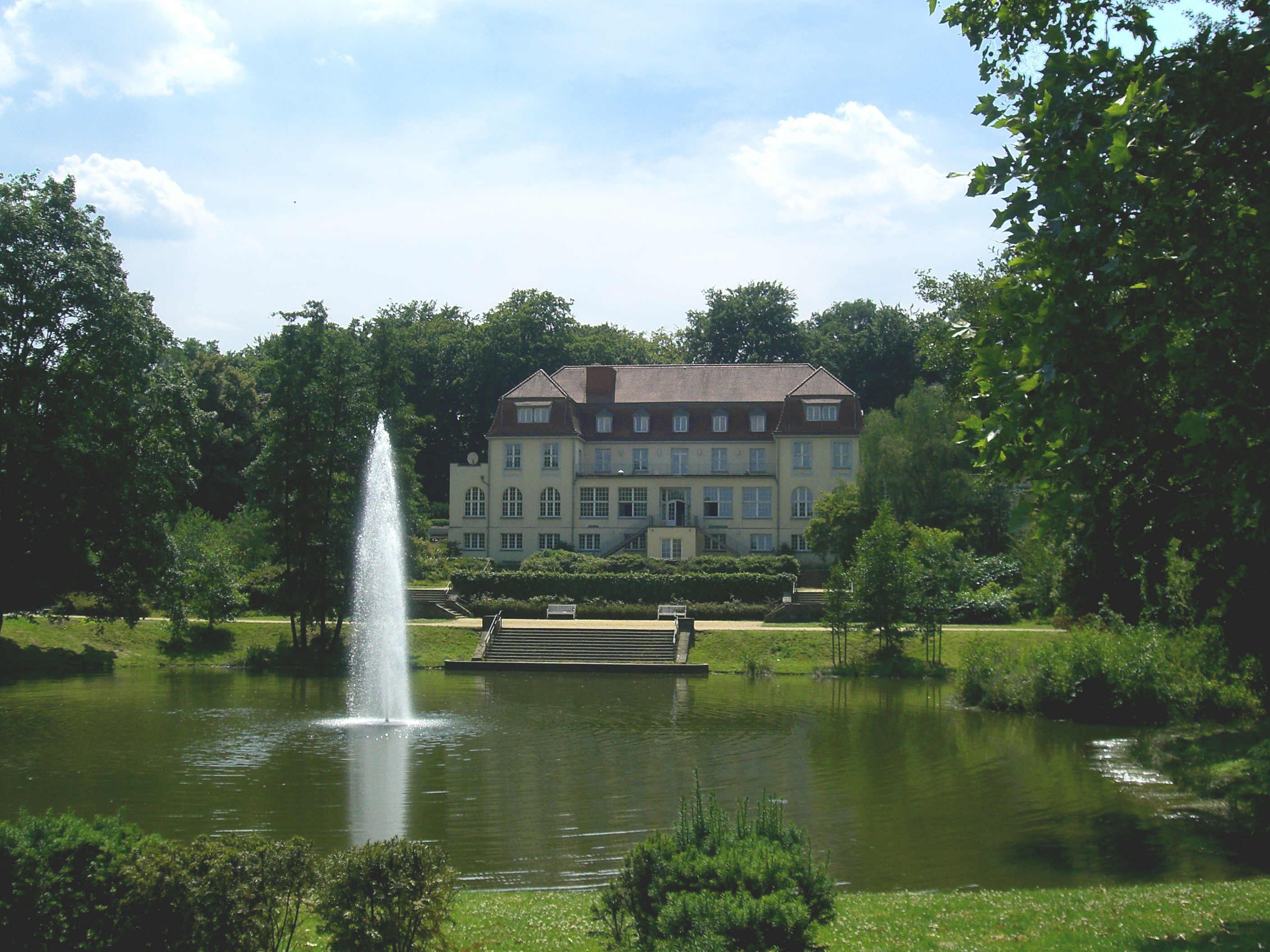
Ehemaliges Solbad Raffelberg (2008)

Der Raffelbergpark ist eine Parkanlage auf dem Gelände des ehemaligen Solbads Raffelberg in Mülheim an der Ruhr. Er liegt an der Stadtgrenze zu Duisburg.
Der Park wurde 1909 vom Gartenarchitekten Walter Baron von Engelhardt (aus Düsseldorf) mit Stufenanlagen und Terrassen zwecks Ausblick auf die Ruhrauenlandschaft geschaffen. Zitat von der Eröffnung: „Dem Kranken zur Heilung, dem Gesunden zum Vergnügen“. Im Park waren ein Kinder-Solebad, ein Bade- und ein Kurhaus untergebracht. Das Salzwasser wurde aus der Zeche Alstaden in Oberhausen ca. 2,5 km weit nach Mülheim gepumpt. Der östliche Teil des Parkes war symmetrisch als französischer Barockgarten gestaltet, der westlich in Anlehnung an englische Parklandschaften. Ein bis dahin vorhandenes Wasserloch wurde zu einem kleinen See umgestaltet.
1973 musste die Zeche Alstaden schließen und damit versiegte auch die Sole. Die künstliche Ersatzsole fand zunächst keinen Anklang. Die 1979 aus der Zeche Concordia angelieferte Natursole gab einen kleinen Aufschwung in den Besucherzahlen, aber 1992 gab es das endgültige Aus.
Bereits davor hatte sich eine Bürgerinitiative zur Erhaltung des Parkes am Solbad Raffelberg gegründet, die vehement Stellung nahm gegen den Umbau des Solbades zu einem modernen Erlebnisbad. Dies hätte nämlich erhebliche Eingriffe in die Parklandschaft bedeutet (Fällung von altem Baumbestand, Anlegen von Parkplätzen etc.).
1996 wurde das Kurhaus zu einem Theater umgebaut, 1998 wurde der Park restauriert. Im ehemaligen Kur- und Kinderheim befinden sich heute drei kleine Unternehmen, eine Gaststätte und das Theater an der Ruhr. Der Eingangsbereich an der Ruhrorter Straße wurde 2003 vom Mülheimer Bildhauer Jochen Leyendecker (1957–2024) als Interpretation des ehemaligen Pavillons (1927 von Pfeier & Großmann erbaut) aufgebaut, damals diente er als Eintritt zum Solbad, heute ist er Aussichtspunkt über Park und Ruhrauen.
Der Raffelbergpark ist heute nicht nur ein Ort der Erholung und Erbauung, er wird auch vom Theater – gerade in den Sommermonaten – als Außenkulisse oder von Musikveranstaltungen („Weiße Nächte“) als Open-Air-Bühne genutzt. Auch Sportgruppen, Vereine, Kindergärten und Schulen nutzen intensiv die Möglichkeiten des Parkes.